# Hell: The Sequel
Albums d'Eminem
Recovery
(2010) The Marshall Mathers LP 2
(2013)
Albums de Royce da 5'9"
Street Hop
(2009) Success Is Certain
(2011)
Singles
1. Fast Lane
Sortie : 3 mai 2011
2. Lighters
Sortie : 5 juillet 2011

Hell: The Sequel est le premier extended play de Bad Meets Evil, un duo de rap américain composé d'Eminem et de Royce da 5'9", sorti en 2011 sur les labels Shady Records et Interscope Records.
Les producteurs exécutifs sont Eminem et Mr. Porter tandis que Bangladesh, Sid Roams, Havoc, DJ Khalil, The Smeezingtons ou encore Supa Dups participent, entre autres, à la production de l'EP.
La presse musicale a généralement très bien accueilli Hell: The Sequel. Ils saluent notamment l’habilité et la qualité du rap d'Eminem et de Royce da 5'9" ainsi que leur alchimie. L'album débute à la première place du Billboard 200 avec 171 000 exemplaires vendus en première semaine d'exploitation.

## Historique
Eminem a annoncé le projet sur Twitter le 2 mai 2011.
Le titre de l'EP provient d'une de leurs précédentes collaborations, faite douze ans plus tôt sur l'album The Slim Shady LP : le titre Bad Meets Evil finissait par la phrase « See you in hell for the sequel ».
Ils ont commencé à enregistrer l'album dès 2010, quelque temps après leur réunification, après la fuite sur Internet des morceaux Living Proof et Echo. Ces deux morceaux sont d'ailleurs présents sur la version deluxe de l'album. Le premier single, Fast Lane, sorti le 3 mai 2011, a été acclamé par la critique tandis que les avis sur le second single, Lighters, sont plus mitigés.

## Contenu
Les chansons Welcome 2 Hell, Above the Law et Loud Noises (avec Slaughterhouse) présentent des paroles violentes sur un ton restant assez humoristique. Fast Lane, A Kiss et The Reunion abordent des sujets sexuellement explicites tandis que I'm on Everything (avec Mike Epps) est une chanson humoristique traitant de la consommation de drogue. Les titres Lighters (avec Bruno Mars) et Take From Me abordent des thèmes plus sérieux la difficulté à gérer le succès ou encore les atteintes au droit d'auteur.

## Singles
Le titre Fast Lane, coproduit par Supa Dups et Eminem, est présenté sur Internet le 3 mai 2011.
Un clip, accompagne le single également, mais sortira près d'un mois après, le 8 juin.
Le second single,  Lighters, est une collaboration avec le chanteur Bruno Mars. Il sort en août 2011.

## Liste des titres
| No | Titre                                   | Auteur | Producteur(s)                        | Durée |
| -- | --------------------------------------- | --- | ------------------------------------ | ----- |
| 1. | Welcome 2 Hell                          | Marshall Mathers, Ryan Montgomery, Kejuan Muchita, Michael Crawford                                                                         | Havoc, Magnedo7*                     | 2:57  |
| 2. | Fast Lane                               | Mathers, Montgomery, Luis Resto, Dwayne Chin-Quee, Jason Gilbert, Sly Jordan                                                                | Supa Dups, Eminem*, JG*              | 4:09  |
| 3. | The Reunion                             | Mathers, Montgomery, Resto, Joey Chavez, Tavish Graham, Andre Young, Mark Batson, Dawaun Parker, Trevor Lawrence, Mike Elizondo, Sean Cruse | Sid Roams, Eminem*                   | 4:50  |
| 4. | Above the Law                           | Mathers, Montgomery, Denaun Porter, Tony Jackson, Claret Jackson, J. Williams, P. Zora                                                      | Mr. Porter                           | 3:29  |
| 5. | I'm on Everything (featuring Mike Epps) | Mathers, Montgomery, Porter, Tony Jackson                                                                                                   | Mr. Porter                           | 4:31  |
| 6. | A Kiss                                  | Mathers, Montgomery, Shondrae Crawford, Sonti Brown                                                                                         | Bangladesh, BranNu                   | 4:34  |
| 7. | Lighters (featuring Bruno Mars)         | Mathers, Montgomery, Peter Hernandez, Philip Lawrence, Ari Levine, Roy Battle                                                               | Eminem, The Smeezingtons, Battle Roy | 5:03  |
| 8. | Take from Me                            | Mathers, Montgomery, Porter, Jackson, C. Jackson                                                                                            | Mr. Porter, 56*                      | 3:25  |
| 9. | Loud Noises (featuring Slaughterhouse)  | Mathers, Montgomery, Joe Budden, Joell Ortiz, Dominic Wickliffe, Porter, Jackson, Resto                                                     | Mr. Porter, Eminem*                  | 4:20  |

| 10. | Living Proof | Mathers, Montgomery, Porter, Jackson, James Brown                                                | Mr. Porter | 3:55 |
| 11. | Echo         | Mathers, Montgomery, Khalil Rahman, Erik Alcock, Danny Tannenbaum, Liz Rodrigues, Columbus Smith | DJ Khalil  | 4:55 |

(*) = coproducteur

## Samples
- "The Reunion" contient un sample de "Bagpipes From Baghdad" d'Eminem.
- "Loud Noises" contient un extrait de Présentateur vedette : La Légende de Ron Burgundy.
- "Living Proof" contient un sample de "Funky Drummer (Parts 1 & 2)" de James Brown.

## Classements hebdomadaires
| Classement (2011)                   | Meilleure place |
| ----------------------------------- | --------------- |
| Allemagne (Media Control AG)        | 20              |
| Australie (ARIA)                    | 3               |
| Autriche (Ö3 Austria Top 40)        | 23              |
| Belgique (Flandre Ultratop)         | 26              |
| Belgique (Wallonie Ultratop)        | 47              |
| Canada (Canadian Albums Chart)      | 1               |
| Danemark (Tracklisten)              | 7               |
| États-Unis (Billboard 200)          | 1               |
| États-Unis (Top Rap Albums)         | 1               |
| États-Unis (Top R&B/Hip-Hop Albums) | 1               |
| États-Unis (Tastemaker Albums)      | 1               |
| France (SNEP)                       | 54              |
| Italie (FIMI)                       | 72              |
| Norvège (VG-lista)                  | 12              |
| Nouvelle-Zélande (RIANZ)            | 14              |
| Pays-Bas (Mega Album Top 100)       | 25              |
| Royaume-Uni (UK Albums Chart)       | 7               |
| Royaume-Uni (R&B Albums)            | 1               |
| Suisse (Schweizer Hitparade)        | 5               |

## Certifications
| Pays              | Certification | Unités certifiées |
| ----------------- | ------------- | ----------------- |
| Australie (ARIA)  | Or            | 35 000            |
| États-Unis (RIAA) | Or            | 500 000           |
| Royaume-Uni (BPI) | Or            | 100 000           |

## Historique de sortie
| Pays        | Date            | Format             | Label                             |
| ----------- | --------------- | ------------------ | --------------------------------- |
| Allemagne   | 13 juin 2011    | CD, téléchargement | Universal Music                   |
| France      | 13 juin 2011    | CD, téléchargement | Polydor                           |
| Royaume-Uni | 13 juin 2011    | CD, téléchargement | Shady Records, Interscope Records |
| États-Unis  | 14 juin 2011    | CD, téléchargement | Shady Records, Interscope Records |
| Australie   | 17 juin 2011    | CD, téléchargement | Universal Music                   |
| Pays-Bas    | 17 juin 2011    | CD, téléchargement | Universal Music                   |
| Japon       | 22 juin 2011    | CD, téléchargement | Universal Music                   |
| Brésil      | 12 juillet 2011 | CD, téléchargement | Universal Music                   |
| Pologne     | 24 juillet 2011 | CD, téléchargement | Universal Music                   |